# 1996
- Wikisource

| Calendário gregoriano                                                        | 1996 MCMXCVI                         |
| Ab urbe condita                                                              | 2749                                 |
| Calendário arménio                                                           | 1446 – 1447                          |
| Calendário bahá'í                                                            | 152 – 153                            |
| Calendário budista                                                           | 2540                                 |
| Calendário chinês                                                            | 4692 – 4693 Início a 19 de fevereiro |
| Calendário copta                                                             | 1712 – 1713                          |
| Calendário etíope                                                            | 1988 – 1989                          |
| Calendários hindus - Vikram Samvat - Calendário nacional indiano - Cáli Iuga | 2051 – 2052 1917 – 1918 5096 – 5097  |
| Calendário Holoceno                                                          | 11996                                |
| Calendário islâmico                                                          | 1417 – 1418                          |
| Calendário judaico                                                           | 5756 – 5757 Início a 14 de setembro  |
| Calendário persa                                                             | 1374 – 1375 Início a 20 de março     |
| Calendário rúnico                                                            | 2246                                 |
| Calendário solar tailandês                                                   | 2539                                 |

1996 (MCMXCVI, na numeração romana) foi um ano bissexto do século XX que começou numa segunda-feira, segundo o calendário gregoriano. As suas letras dominicais foram GF. A terça-feira de Carnaval ocorreu a 20 de fevereiro e o domingo de Páscoa a 7 de abril. Segundo o horóscopo chinês, foi o ano do Rato, começando a 19 de fevereiro.

| Evento                                                   | Data            | Hora  |
| -------------------------------------------------------- | --------------- | ----- |
| Aquário                                                  | 20 de janeiro   | 18:53 |
| Peixes                                                   | 19 de fevereiro | 09:01 |
| primavera no hemisfério norte e outono no hemisfério sul |                 |       |
| Carneiro/equinócio                                       | 20 de março     | 08:04 |
| Touro                                                    | 19 de abril     | 19:10 |
| Gémeos                                                   | 20 de maio      | 18:24 |
| verão no hemisfério norte e inverno no hemisfério Sul    |                 |       |
| Caranguejo/solstício                                     | 21 de junho     | 02:24 |
| Leão                                                     | 22 de julho     | 13:19 |
| Virgem                                                   | 22 de agosto    | 20:23 |
| Outono no Hemisfério Norte e Primavera no Hemisfério Sul |                 |       |
| Balança/equinócio                                        | 22 de setembro  | 18:01 |
| Escorpião                                                | 23 de outubro   | 03:19 |
| Sagitário                                                | 22 de novembro  | 00:50 |
| inverno no hemisfério norte e verão no hemisfério sul    |                 |       |
| Capricórnio/solstício                                    | 21 de dezembro  | 14:06 |

| UTC: Portugal Continental, Madeira, Guiné-Bissau e São Tomé e Príncipe Subtrair (-): 1 h nos Açores e Cabo Verde 2 h nas Ilhas oceânicas brasileiras 3 h em Brasília, em Goiás, na Amazônia Oriental Brasileira e no nordeste, sudeste e sul brasileiros 4 h na Amazônia Ocidental Brasileira, Mato Grosso e Mato Grosso do Sul 5 h no Acre e sudoeste do Amazonas Adicionar (+): 1 h em Angola e Guiné Equatorial 2 h em Moçambique 8 h em Macau 9 h em Timor-Leste. |
| Adicionar uma hora durante a vigência do horário de verão: Portugal Continental : De 1 de janeiro 27 de outubro de 1996 |

| Ano completo                            |
| --------------------------------------- |
| Ano bissexto com início à segunda-feira |

## Eventos
Ano Internacional para a Erradicação da Pobreza, pela ONU.

### Janeiro
- 8 de janeiro - Morre o ex-presidente da França François Mitterrand.
- 14 de janeiro - Jorge Sampaio é eleito presidente de Portugal.
- 20 de janeiro - ocorre o incidente de varginha

### Fevereiro
- 21 de fevereiro - A Mocidade Independente de Padre Miguel é campeã do Carnaval do Rio de Janeiro.[1]

### Março
- 2 de março - Cai o avião da banda Mamonas Assassinas, matando todos os integrantes.

### Abril
- 17 de abril - Aconteceu o Massacre de Eldorado dos Carajás, no qual a Polícia do Pará matou dezenove sem-terra.[2]

### Maio
- 10 e 11 de maio - Desastre do Monte Everest resultando na morte de oito alpinistas.
- 22 de maio - A Juventus conquistou a Liga dos Campeões ao vencer o Ajax nos pênaltis, depois de um empate em 1 x 1 no tempo normal.

### Junho
- 19 de junho - O Cruzeiro é campeão da Copa do Brasil ao derrotar o Palmeiras na final.[3]
- 23 de junho - O empresário PC Farias e sua namorada Suzana Marcolino foram encontrados mortos na casa de veraneio, na praia da Guaxuma.[4]
- 26 de junho - O River Plate é campeão da Copa Libertadores da América ao derrotar o América de Cali na final.[5]
- 30 de junho - A Alemanha se torna pela terceira vez campeã européia, ao vencer a República Tcheca na final do Campeonato Europeu de Futebol, sediado na Inglaterra.[6]

### Julho
- 3 de julho – Boris Iéltsin é reeleito presidente da Rússia.
- 19 de julho - Abertura dos Jogos Olímpicos de Verão de 1996, sediados em Atlanta.[7]
- 31 de julho - Robert Scheidt ganhou a medalha de ouro na classe Laser do iatismo nas Olimpíadas de Atlanta.[8]

### Agosto
- 21 de agosto - O último exemplar do Chevrolet Monza saiu das linhas de montagem da General Motors do Brasil em São Caetano do Sul, na Grande São Paulo.[9]

### Setembro
- 12 de setembro - Morreu o ex-presidente do Brasil Ernesto Geisel.

### Outubro
- 11 de outubro - Morreu o cantor e compositor Renato Russo.
- 13 de outubro - Damon Hill vence o GP do Japão em Suzuka e se torna campeão mundial de Fórmula 1.[10]
- 21 de outubro - Início das atividades do Canal 21.[11]
- 31 de outubro - Aconteceu o acidente no Aeroporto de Congonhas com um avião Fokker 100 da Tam, que resultou na morte de 99 pessoas.[12]

### Novembro
- 5 de novembro – Bill Clinton é reeleito presidente dos Estados Unidos.
- 26 de novembro - A Juventus conquistou a Copa Europeia/Sul-Americana pela segunda vez ao derrotar o River Plate por 1 x 0.[13]

### Dezembro
- 10 de dezembro - Nelson Mandela promulgou nova constituição, pondo fim ao apartheid na África do Sul.[14]
- 15 de dezembro - O Grêmio conquistou o bicampeonato brasileiro, ao derrotar a Portuguesa por 2 x 0 no Olímpico, na final do Campeonato Brasileiro de Futebol.[15]

## Nascimentos
- 1 de janeiro - Andreas Pereira, futebolista brasileiro.
- 11 de janeiro - Baco Exu do Blues, rapper, cantor e compositor brasileiro.
- 28 de janeiro - MC Cabelinho, cantor e ator brasileiro.
- 17 de fevereiro - Renato Kayzer, futebolista brasileiro.
- 8 de março - Way-Ar Sangngern, ator e modelo tailandês.
- 22 de março - Everton Cebolinha, futebolista brasileiro.
- 2 de abril - André Onana, futebolista camaronês.
- 7 de abril - Michael Estrada, ciclista equatoriano.
- 10 de maio - Kateřina Siniaková, tenista tcheca.
- 14 de maio - Martin Garrix, DJ, cantor e produtor musical.
- 1 de junho
  - Tom Holland, ator, dançarino e dublador britânico.
  - Pongsatorn Sripinta, ator e cantor tailandês.
- 30 de junho - Elliot Fletcher, ator e dublador norte-americano.
- 1 de julho - Tipnaree Weerawatnodom, atriz e apresentadora tailandesa.
- 15 de julho - Trevor Stines, ator norte-americano.
- 2 de agosto - Edward Chen, ator e cantor taiwanês.
- 30 de agosto - Gabigol, futebolista brasileiro
- 26 de setembro - Marina Sena, cantora e compositora brasileira.
- 12 de outubro – Vitória Strada, atriz brasileira.
- 19 de outubro - Chance Perdomo, ator estadunidense-britânico (m. 2024).
- 25 de outubro - Kasidet Plookphol, ator, cantor, modelo e apresentador de televisão tailandês.
- 7 de novembro - Lorde, cantora neozelandesa.
- 18 de novembro - Petrúcio Ferreira, velocista paralímpico brasileiro.
- 4 de dezembro - Diogo Jota, futebolista português (m. 2025).
- 29 de dezembro - Sana Minatozaki, cantora japonesa.

## Mortes
- 8 de janeiro - François Mitterrand, estadista e presidente de França de 1981 a 1995.
- 9 de fevereiro - Adolf Galland, piloto alemão que se distinguiu durante a Segunda Guerra Mundial.
- 25 de fevereiro - Caio Fernando Abreu, escritor, jornalista e poeta brasileiro.
- 2 de março - Mamonas Assassinas, banda brasileira de Rock cômico
- 3 de maio - José Demeterco, professor e artista plástico brasileiro
- 18 de junho - Gino Bramieri, comediante e ator italiano.
- 20 de junho - Wálter Guevara Arze, presidente da Bolívia em 1979.
- 6 de agosto - Hernán Siles Zuazo, presidente da Bolívia em 1952 e de 1956 a 1960.
- 26 de agosto - Alejandro Agustín Lanusse, presidente da Argentina de 1971 a 1973.
- 12 de setembro - Ernesto Geisel, 29º Presidente do Brasil.
- 13 de setembro - Tupac Shakur, rapper dos Estados Unidos.
- 11 de outubro - Renato Russo, cantor e compositor brasileiro.
- 3 de novembro - Jean-Bédel Bokassa, presidente da República Centro-Africana de 1966 a 1976 e imperador Centro-Africano de 1976 a 1979.
- 30 de novembro - Tiny Tim, cantor estadunidense
- 3 de dezembro - Babrak Karmal, presidente da República Democrática do Afeganistão de 1979 a 1986.
- 8 de dezembro - Howard Rollins, ator americano (n. 1950).
- 9 de dezembro - Alain Poher, presidente interino da França em 1969 e em 1974.
- 19 de dezembro - Marcello Mastroianni, ator italiano.
- 20 de dezembro - Carl Sagan,  cientista, astrônomo, astrofísico, cosmólogo, escritor e divulgador científico norte-americano.

## Por tema
- 1996 na arte
- 1996 no Brasil
- 1996 no carnaval
- 1996 na ciência
- 1996 no cinema
- Desastres em 1996
- 1996 no desporto
- Divisões administrativas em 1996
- 1996 nos jogos eletrônicos
- 1996 no jornalismo
- 1996 na literatura
- 1996 na música
- 1996 na política
- 1996 em Portugal
- 1996 no teatro
- 1996 na televisão

## Prêmio Nobel
- Física - David M. Lee,[16] Douglas D. Osheroff,[16] Robert C. Richardson.[16]
- Química - Robert Curl,[17] Sir Harold Kroto,[17] Richard Smalley.[17]
- Medicina - Peter C. Doherty,[18] Rolf M. Zinkernagel.[18]
- Literatura - Wislawa Szymborska[19]
- Paz - Carlos Filipe Ximenes Belo[20] e José Ramos-Horta[20]
- Economia - James A. Mirrlees,[21] William Vickrey[21]

## Epacta e idade da Lua
| Epacta gregoriana | 11 (XI) |
| Idade da Lua      | Letra m |